# (466240) 2013 BJ39
(466240) 2013 BJ39 es un asteroide perteneciente al cinturón de asteroides, descubierto el 4 de enero de 2013 por el equipo Spacewatch desde el Observatorio Nacional de Kitt Peak (Arizona, Estados Unidos).